# Pavage pentagonal
Pour les articles homonymes, voir Pavage (homonymie).

Les quinze pavages pentagonaux isoédraux possibles.

Un pavage pentagonal est, en géométrie, un pavage du plan euclidien par des pentagones.
Un pavage du plan uniquement avec des pentagones réguliers n'est pas possible, car l'angle interne du pentagone (108°) ne divise pas un tour complet (360°). En revanche, on peut considérer le dodécaèdre régulier comme un pavage de la sphère par des pentagones réguliers.
On connait quinze types de pavages pentagonaux, c'est-à-dire employant un même type de tuile pentagonale convexe. Michaël Rao annonce en 2017 que la liste est complète, sa preuve est en cours de vérification.

## Histoire
Les cinq premiers pavages pentagonaux ont été découverts par le chercheur allemand Karl Reinhardt en 1918. Richard B. Kershner en a ajouté trois en 1968, portant le total à huit, et croit pouvoir affirmer qu'il n’en existe pas d'autres. Cette affirmation est reprise dans les articles grand public d'époque. À la suite d'un article de Martin Gardner dans le Scientific American en 1975, Richard E. James, un informaticien, en découvre un neuvième, et Marjorie Rice, mathématicienne amateur découvre quatre nouveaux types en 1976 et 1977, portant le total à treize. En 1985 Rolf Stein, un doctorant allemand en trouve un quatorzième.
Le quinzième a été découvert en août 2015 par une équipe de mathématiciens du campus Bothell de l'université de Washington composée de trois mathématiciens : Casey Mann, Jennifer McLoud et David Von Derau. Il s'agit du premier pavage découvert depuis 1985. 
L'équipe a utilisé un programme sur ordinateur, et découvre ce 15e pavage pentagonal par une recherche exhaustive. Casey Mann a publié un article sur arXiv (5 octobre 2015) pour résumer ces travaux (« pentagones convexes utilisés pour des pavages i-blocs transitifs »). En 2017, Michaël Rao prouve, aidé de l’ordinateur, que cette classification est complète. En 2022 cette preuve est toujours en cours de vérification par la communauté mathématique.
Les pavages du plan ont fait l'objet de travaux mathématiques à la frontière entre la géométrie euclidienne plane, la théorie des groupes et la topologie.

## Variantes de pavage
Certaines de ces quinze tuiles pentagonales peuvent être agencées de plusieurs façons différentes pour remplir le plan, par exemple dans le pavage pentagonal irrégulier de Bernhard Klaassen, : 

Ou encore le pavage irrégulier intitulé "versa-tile" par M. Hirschhorn, qui n'a pas de symétrie axiale. Les tuiles marquées d'un point sont retournées par rapport aux autres :